# Sant Martí de la Torre de Cabdella
Sant Martí de la Torre de Cabdella és una església de la Torre de Cabdella (Pallars Jussà) inclosa a l'Inventari del Patrimoni Arquitectònic de Catalunya.

## Descripció
Edifici de planta rectangular, d'una sola nau amb capelles i sagristia als laterals. Un cancell adossat a la façana principal dona amb tres portes a la porta d'accés central d'arc de mig punt. Un rosetó il·lumina el cor. El campanar es troba a sobre de la cantonada esquerra de la façana principal, té finestres espitllerades a l'accés i quatre cares amb quatre obertures a la part superior amb campanes.

## Història
Aquest edifici substitueix a la primitiva església de Sant Martí de la Torre que donà nom al municipi.